# Tanjung Pandan
Tanjung Pandan – miasto w Indonezji na wyspie Belitung w prowincji Wyspy Bangka i Belitung; 62 tys. mieszkańców (2005).
Główny ośrodek wyspy; port morski nad cieśniną Gaspar, wywóz gł. cyny; port lotniczy Bulutumbang Airport.